# Jean Alaux
Jean Alaux‘il Romano’ (Bordeaux, 15 gennaio 1786 – Parigi, 2 marzo 1864) è stato un pittore francese.
Protetto da Luigi Filippo, compì importanti lavori per la decorazione del museo del Louvre, affrescò la cupola del Palazzo di Versailles e dipinse centinaia di quadri per Fontainebleau e per la galleria storica di Versailles.

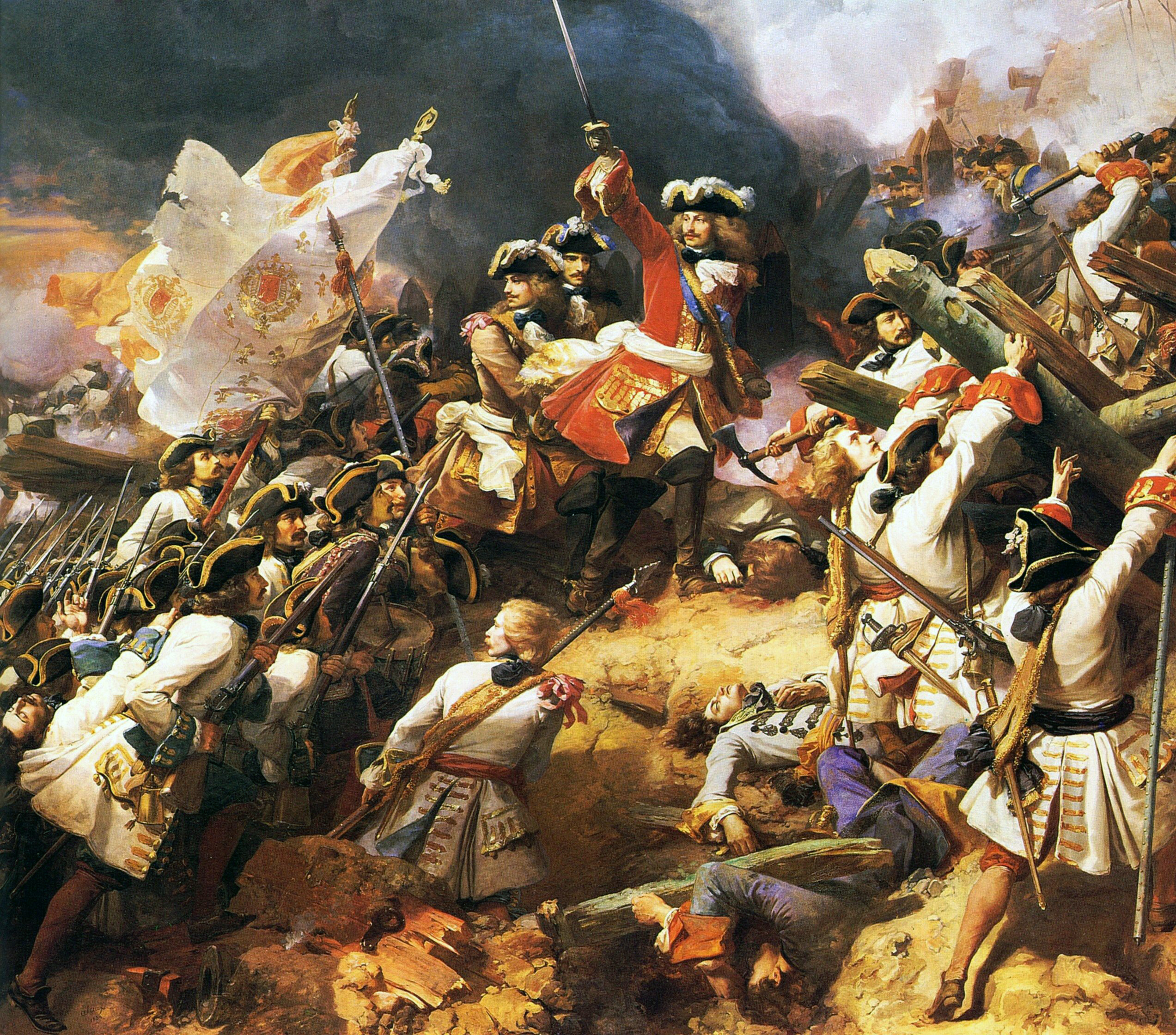
La battaglia di Denain (1839)